# Списак сликара/З
| Сликари: A Б В Г Д Ђ Е Ж З И Ј К Л Љ М Н Њ О П Р С Т Ћ У Ф Х Ц Ч Џ Ш |

## З...
Питер М. Завацки (1941—2004), амерички сликар
Осип Задкине (1890—1967), белоруски сликар
Марћин Залески (1796—1877), пољски сликар
Јан Замојски (1901—1986), пољски сликар
Матија Зламалик (1905—1965), српски сликар
Мануел Ортиз де Зарате (1887—1946), чилеански сликар
Кристијан Зартман (1843—1917), дански сликар
Алтикјеро да Зевио (1320—1395), италијански сликар
Феликс Зием (1821—1911), француски сликар
Вилијем Зорач (1887—1966), амерички сликар
Маргерит Зорач (1887—1968), амерички сликар
Андерс Зорн (1860—1920), шведски сликар
Франческо Зукарели (1702—1788, италијански сликар
Федериго Зукаро (1543—1609), италијански сликар
Игњацио Зулоага (1870—1945), шпански сликар
Франциско де Зурбаран (1598—1662), шпански сликар
| Сликари: A Б В Г Д Ђ Е Ж З И Ј К Л Љ М Н Њ О П Р С Т Ћ У Ф Х Ц Ч Џ Ш |